# カンポン・クリン・モスク
カンポン・クリン・モスク（マレー語: Masjid Kampung Kling、Masjid Kampong Klingとも）は、マレーシアのマラッカにあるモスク。18世紀に創建された。

## 所在地
カンポン・クリン・モスクはマラッカに位置する。近くにはヒンドゥー教の寺院や仏教寺院があり、スペースを共有している。

## 歴史
カンポン・クリン・モスクは18世紀に創建された。当初は木造の建築だったが、19世紀には煉瓦造りに改築された。

## 建築
カンポン・クリン・モスクは煉瓦造りの建築である。瓦葺で先が尖った大きな屋根を持ち、その下に礼拝堂が設けられている。こうした建築はマレー半島のモスクによく見られるもので、民家の建築が取り入れられたと考えられている。一方、マレー半島のモスクに付随するミナレットは八角形だが、カンポン・クリン・モスクのミナレットは正方形である。ミナレットは6階建てで、建築はオランダの灯台や、東アフリカやハドラマウトにある灯台を兼ねたミナレットの影響を受けた可能性が指摘されている。